# 발룬

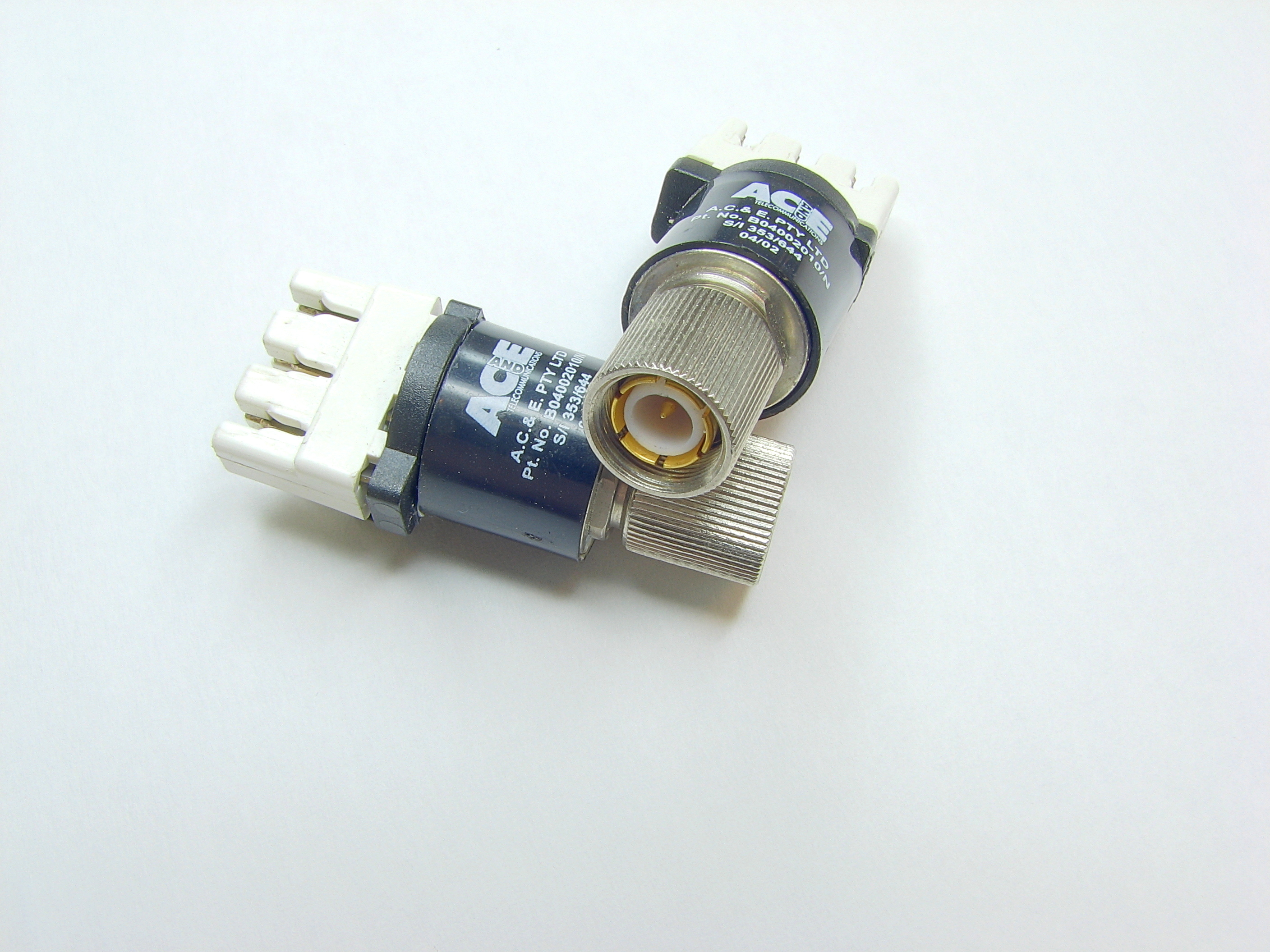

발룬(영어: balun, /ˈbælʌn/)은 두 라인의 임피던스 배열을 방해하지 않고 밸런스 및 언밸런스 라인을 인터페이스할 수 있는 전기 장치이다. 발룬은 다양한 형태를 취할 수 있으며 임피던스를 변환하지만 반드시 그렇게 할 필요는 없는 장치를 포함할 수 있다. 때로는 변압기 발룬의 경우 자기 결합을 사용하지만 반드시 그렇게 할 필요는 없다. 공통 모드 초크는 발룬으로도 사용되며 공통 모드 신호를 거부하는 것이 아니라 제거하여 작동한다.

## 같이 보기
- 전자파장애
- 임피던스 매칭
- 자기 철심